# Submarino U-317
El submarino alemán U-317 fue un submarino tipo VIIC/41 de la Kriegsmarine de la Alemania nazi durante la Segunda Guerra Mundial .
El submarino se puso en quilla el 12 de septiembre de 1942 en Flender Werke en Lübeck, se botó el 1 de septiembre de 1943 y se puso en servicio el 23 de octubre de 1943 bajo el mando del Oberleutnant zur See Peter Rahlf.

## Diseño
Los submarinos alemanes Tipo VIIC/41 fueron precedidos por los submarinos más pesados Tipo VIIC. El U-317 tenía un desplazamiento de 759 toneladas (747 toneladas largas) cuando estaba en la superficie y 860 toneladas (850 toneladas largas) mientras estaba sumergido. Tenía una longitud total de 67,10 m (220 pies 2 pulgadas), una longitud de casco de presión de 50,50 m (165 pies 8 pulgadas), una manga de 6,20 m (20 pies 4 pulgadas), una altura de 9,60 m ( 31 pies 6 pulgadas) y un calado de 4,74 m (15 pies 7 pulgadas). El submarino estaba propulsado por dos motores diésel sobrealimentados Germaniawerft F46 de cuatro tiempos y seis cilindros . produciendo un total de 2.800 a 3.200 caballos de fuerza métricos (2.060 a 2.350 kW; 2.760 a 3.160 shp) para uso en superficie, dos motores eléctricos Garbe, Lahmeyer & Co. RP 137/c de doble efecto que producen un total de 750 caballos de fuerza métricos (550 kW; 740 shp) para uso sumergido. Tenía dos ejes y dos hélices de 1,23 m (4 pies). El barco era capaz de operar a profundidades de hasta 230 metros (750 pies).
El submarino tenía una velocidad máxima en superficie de 17,7 nudos (32,8 km/h; 20,4 mph) y una velocidad máxima sumergida de 7,6 nudos (14,1 km/h; 8,7 mph). Cuando estaba sumergido, el barco podía operar durante 80 millas náuticas (150 km; 92 mi) a 4 nudos (7,4 km/h; 4,6 mph); cuando salió a la superficie, podría viajar 8.500 millas náuticas (15.700 km; 9.800 mi) a 10 nudos (19 km / h; 12 mph). El U-317 estaba equipado con cinco tubos de torpedos de 53,3 cm (21 pulgadas) (cuatro instalados en la proa y uno en la popa), catorce torpedos , un cañón naval SK C / 35 de 8,8 cm (3,46 pulgadas) , (220 rondas), un cañón antiaéreo Flak M42 de 3,7 cm (1,5 pulgadas) y dos cañones antiaéreos C / 30 de 2 cm (0,79 pulgadas). El submarino tenía un complemento de entre cuarenta y cuatro y sesenta marineros. 

## Historial de servicio
El U-317 sirvió con la 4ª Flotilla de submarinos para entrenamiento, y más tarde con la 9ª Flotilla de submarinos en servicio de primera línea del 1 al 26 de junio de 1944. 
La primera patrulla del U-317 lo llevó desde Kiel en Alemania a Egersund en Noruega, entre el 31 de mayo y el 2 de junio de 1944. Luego zarpó de Egersund el 21 de junio para su segunda y última patrulla. 
El U-317 fue hundido con toda su tripulación el 26 de junio de 1944, al noreste de las islas Shetland, en Escocia, en la posición 62°3′N 1°45′E / 62.050, 1.750. 